# Craintilleux
Craintilleux és un municipi francès situat al departament del Loira i a la regió d'Alvèrnia-Roine-Alps. L'any 2007 tenia 1.108 habitants.

## Demografia

### Població
El 2007 la població de fet de Craintilleux era de 1.108 persones. Hi havia 398 famílies de les quals 58 eren unipersonals (23 homes vivint sols i 35 dones vivint soles), 121 parelles sense fills, 188 parelles amb fills i 31 famílies monoparentals amb fills.
La població ha evolucionat segons el següent gràfic:
Habitants censats

### Habitatges
El 2007 hi havia 423 habitatges, 398 eren l'habitatge principal de la família, 14 eren segones residències i 11 estaven desocupats. 407 eren cases i 12 eren apartaments. Dels 398 habitatges principals, 361 estaven ocupats pels seus propietaris, 33 estaven llogats i ocupats pels llogaters i 3 estaven cedits a títol gratuït; 1 tenia una cambra, 15 en tenien dues, 38 en tenien tres, 149 en tenien quatre i 195 en tenien cinc o més. 324 habitatges disposaven pel capbaix d'una plaça de pàrquing. A 115 habitatges hi havia un automòbil i a 271 n'hi havia dos o més.

### Piràmide de població
La piràmide de població per edats i sexe el 2009 era:
| Homes | Edats   | Dones |
| ----- | ------- | ----- |
| 0     | 95 o +  | 0     |
| 0     | 90 a 94 | 0     |
| 4     | 85 a 89 | 4     |
| 0     | 80 a 84 | 0     |
| 8     | 75 a 79 | 4     |
| 8     | 70 a 74 | 12    |
| 24    | 65 a 69 | 8     |
| 16    | 60 a 64 | 36    |
| 16    | 55 a 59 | 28    |
| 36    | 50 a 54 | 24    |
| 40    | 45 a 49 | 40    |
| 40    | 40 a 44 | 44    |
| 44    | 35 a 39 | 40    |
| 28    | 30 a 34 | 36    |
| 28    | 25 a 29 | 32    |
| 20    | 20 a 24 | 20    |
| 44    | 15 a 19 | 16    |
| 48    | 10 a 14 | 48    |
| 36    | 5 a 9   | 36    |
| 24    | 0 a 4   | 16    |

## Economia
El 2007 la població en edat de treballar era de 760 persones, 587 eren actives i 173 eren inactives. De les 587 persones actives 559 estaven ocupades (314 homes i 245 dones) i 29 estaven aturades (9 homes i 20 dones). De les 173 persones inactives 63 estaven jubilades, 64 estaven estudiant i 46 estaven classificades com a «altres inactius».

### Ingressos
El 2009 a Craintilleux hi havia 418 unitats fiscals que integraven 1.192 persones, la mediana anual d'ingressos fiscals per persona era de 19.519 €.

### Activitats econòmiques
Dels 30 establiments que hi havia el 2007, 2 eren d'empreses extractives, 1 d'una empresa alimentària, 1 d'una empresa de fabricació d'elements pel transport, 3 d'empreses de fabricació d'altres productes industrials, 5 d'empreses de construcció, 6 d'empreses de comerç i reparació d'automòbils, 1 d'una empresa de transport, 2 d'empreses d'hostatgeria i restauració, 1 d'una empresa financera, 2 d'empreses immobiliàries, 2 d'empreses de serveis, 1 d'una entitat de l'administració pública i 3 d'empreses classificades com a «altres activitats de serveis».
Dels 7 establiments de servei als particulars que hi havia el 2009, 1 era un paleta, 2 lampisteries, 2 perruqueries i 2 restaurants.
Dels 2 establiments comercials que hi havia el 2009, 1 era una fleca i 1 una botiga de material esportiu.
L'any 2000 a Craintilleux hi havia 23 explotacions agrícoles que ocupaven un total de 330 hectàrees.

## Equipaments sanitaris i escolars
El 2009 hi havia una escola elemental integrada dins d'un grup escolar amb les comunes properes formant una escola dispersa.

## Poblacions més properes
El següent diagrama mostra les poblacions més properes.